# Danielle Waterman
Danielle Siân Waterman (Taunton, 20 gennaio 1985) è un'ex giocatrice di rugby a 15 internazionale per l’Inghilterra, dal 2019 allenatrice della rappresentativa italiana di rugby a 7 dei Vigili del fuoco.
Nel ruolo di estremo ha militato dal 2003 al 2018 nella squadra nazionale femminile inglese (della quale fu, all’epoca, la più giovane debuttante) con cui ha disputato 4 Coppe del Mondo consecutive dal 2006 al 2017 vincendo quella del 2014 (nel corso della cui finale marcò l’unica meta dell’incontro) e ritirandosi dall’attività internazionale con 82 presenze e 47 mete, record di marcature per l’Inghilterra

## Biografia
Nativa di Taunton, capoluogo del Somerset, Danielle è figlia di Jim Waterman, storico giocatore del Bath degli anni sessanta e settanta; dopo il divorzio dei genitori visse con suo padre e i suoi fratelli in Nuova Zelanda per quattro anni, periodo durante il quale ebbe modo di giocare a rugby a scuola; tornata in Inghilterra a 9 anni si stabilì a Bath.
A 15 anni entrò nell’accademia federale della cittadina termale del Somerset ed esordì a 17 anni nell’Inghilterra femminile A; il 28 marzo 2003 debuttò a 18 anni e 2 mesi in nazionale maggiore nel Sei Nazioni contro l’Irlanda a Limerick, all’epoca stabilendo il record di più giovane giocatrice internazionale inglese.
Nel 2006 partecipò alla sua prima Coppa del Mondo raggiungendo la finale persa successivamente contro la Nuova Zelanda, e risultato analogo conseguì in quella del 2010.
Tra il 2006 e il 2012 mise a segno una striscia di vittorie in sette edizioni consecutive, con una sola sconfitta in 35 incontri; alla Coppa del Mondo 2014 in Francia fu tra le protagoniste della gara di finale contro il Canada mettendo a segno l’unica meta dell'incontro con cui l’Inghilterra vinse 21-9 e si laureò campione del mondo.
Al rientro sui campi a seguito di recupero da un infortunio ai legamenti del ginocchio tornò a giocare a livello internazionale nel rugby a 7 e, dopo avere rappresentato l'Inghilterra alle World Seven Series, nel 2016, nella stessa disciplina, difese i colori della Gran Bretagna al torneo femminile olimpico a Rio de Janeiro giungendo al quarto posto finale.
Alla Coppa del Mondo 2017 in Irlanda non poté contribuire alla difesa del titolo inglese guadagnato nel 2014 perché una commozione occorsale durante uno scontro di gioco in semifinale contro la Francia la tenne fuori dalla gara di finale contro la Nuova Zelanda.
Nel corso del Sei Nazioni raggiunse e, successivamente, superò il precedente record di 46 mete internazionali inglesi di Sue Day attestandosi a 47 nell'ultima giornata di torneo in occasione della vittoria per 33-11 sull’Irlanda.
Quella citata fu la sua ultima partita per l’Inghilterra perché il 1º maggio successivo comunicò il suo ritiro dall’attività internazionale dopo 82 incontri per dedicarsi a quella di club con la squadra femminile del Wasps.
Terminata l'attività agonistica, disputò la sua ultima partita nelle file delle Barbarians contro la sua Inghilterra il 2 giugno 2019; legata sentimentalmente a un italiano, giocatore della squadra di rugby del Corpo nazionale dei vigili del fuoco, fu da questi invitata ad allenare la squadra in preparazione dei Giochi Mondiali per Polizia e Vigili del fuoco dell'agosto 2019 a Chengdu (Cina).

## Palmarès
- Coppe del mondo: 1
Inghilterra: 2014